# Edmund Dudley

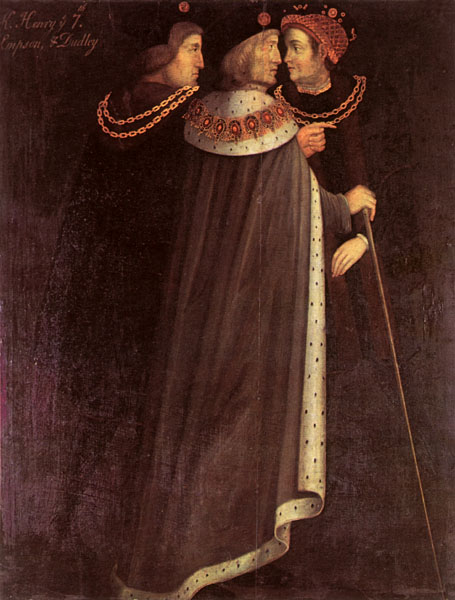
Edmund Dudley (z prawej), Henryk VII Tudor (w środku) i Richard Empson (po lewej).

Edmund Dudley (ur. ~1462 lub 1471/1472, zm. 17 sierpnia 1510) – angielski polityk, czołowy doradca króla Henryka VII, przewodniczący Rady Królewskiej i Izby Gmin za jego panowanie. Po śmierci królewskiego protektora i koronacji jego syna Henryka VIII na króla Anglii Dudley został oskarżony o zdradę, uwięziony w Tower i rok później ścięty.